# Dasing
Dasing je obec v německé spolkové zemi Bavorsko, asi 10 km východně od Augsburgu. Je součástí zemského okresu Aichach-Friedberg ve vládním obvodu Švábsko. Žije zde přibližně 6 000 obyvatel.

## Geografie

### Sousední obce
| Růžice kompasu |           | Obergriesbach | Aichach     | Růžice kompasu |
| Růžice kompasu |           | Sever         | Sielenbach  | Růžice kompasu |
| Růžice kompasu | Dasing    |               | Sielenbach  | Růžice kompasu |
| Růžice kompasu | Jih       |               | Sielenbach  | Růžice kompasu |
| Růžice kompasu | Friedberg |               | Adelzhausen | Růžice kompasu |